# Erwin Bälz

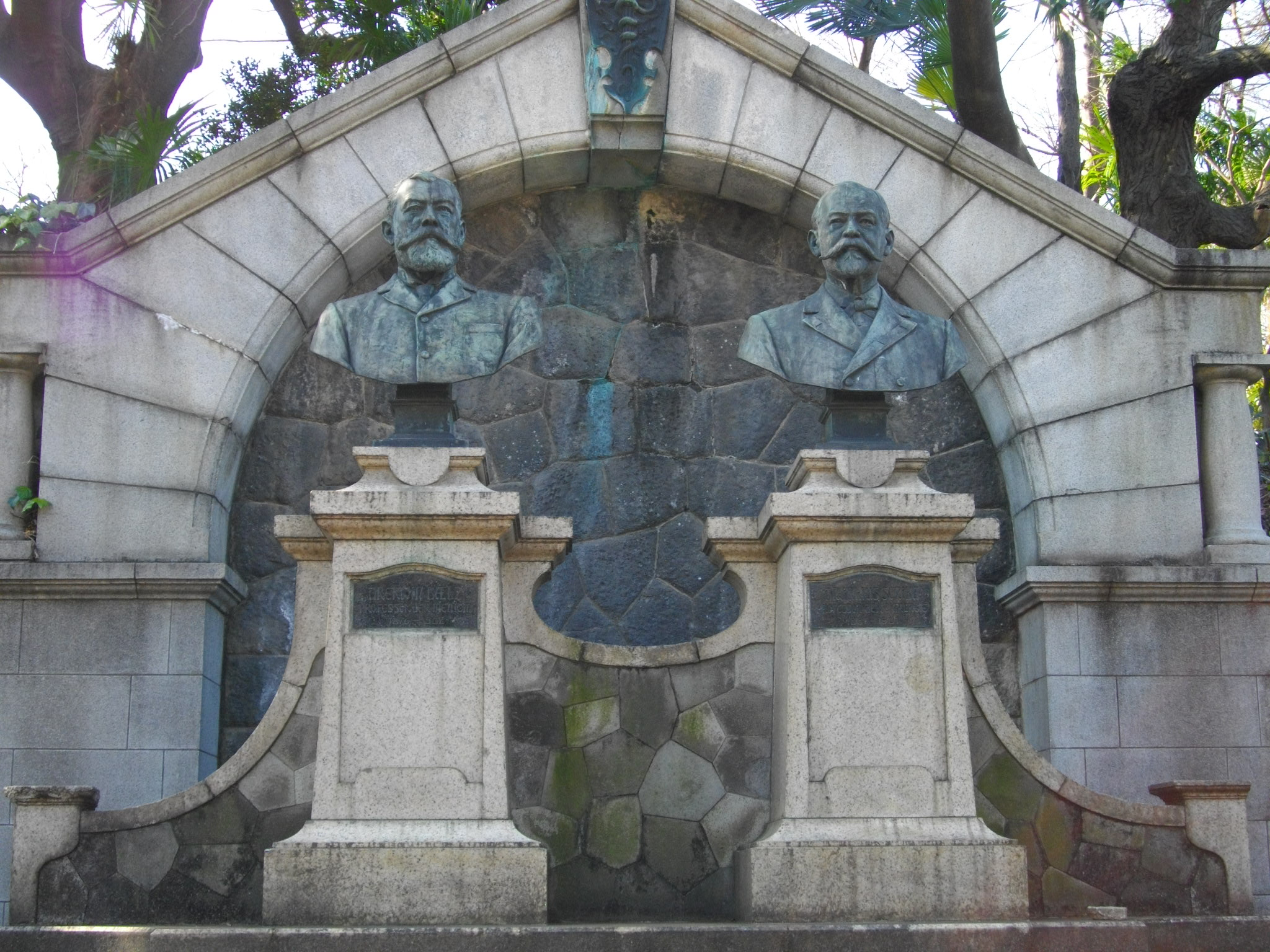
Bustes d'Erwin Bälz (gauche) et de Julius Scriba (droite) à l'université de Tokyo.

Erwin Bälz (13 janvier 1849 – 31 août 1913) est un interniste et anthropologue wurtembergeois qui est le médecin personnel de la famille impériale du Japon. Il contribue au développement de la médecine occidentale au Japon pendant l'ère Meiji.

## Biographie
Fils d'un entrepreneur, Bälz voit le jour en 1849 à Bietigheim-Bissingen en Allemagne. Il fréquente le lycée de Stuttgart et commence des études de médecine à l'université Eberhard Karl de Tübingen. Il en sort diplômé à l'âge de 23 ans et travaille au département de médecine de l'université de Leipzig. Il sert d'infirmier dans l'armée allemande pendant la guerre franco-prussienne en 1870. Il retourne à l'université de Leipzig en 1875.
En 1876, le gouvernement du Japon lui propose un contrat de deux ans pour enseigner au département de médecine de l'université impériale de Tokyo. Il accepte et renouvèle son contrat plusieurs fois, passant 27 ans de sa vie au Japon, la plus longue période parmi les conseillers étrangers. En 1881, il épouse une Japonaise, Hanako Toda, avec qui il a deux enfants.
Pendant l'été 1899, Bälz visite les villes coréennes de Séoul et Pusan où il entreprend des recherches ethnologiques. Du 22 avril au 3 juillet 1903, il retourne en Corée et, avec Richard Wunsch (de), il fait une expédition dans l'intérieur du pays.
En 1902, il est nommé médecin personnel de l'empereur Meiji et de la famille impériale du Japon.
Bälz forme plus de 800 étudiants à la médecine occidentale pendant son poste à l'université de Tokyo. Durant son séjour au Japon, il côtoie quelques-uns des hommes les plus influents d'alors comme les premiers ministres Hirobumi Itō et Aritomo Yamagata. À l'initiative de Bälz, les sources volcaniques de la ville de Kusatsu (à 200 km de Tokyo) sont aménagées pour devenir une station thermale très fréquentée. Il compare le lieu avec la station de Karlovy Vary en Europe, et estime que l'air de montagne et l'eau pure sont très bénéfiques pour la santé. En l'an 2000, un musée commémoratif honorant Bälz est ouvert à Kusatsu.
Une de ses contributions en médecine est la découverte de la tache mongoloïde qu'il nomme. Trouvant des taches bleues sur la peau des bébés japonais, il apprend que celles-ci sont caractéristiques de l'ethnie mongoloïde,.
En 1905, Bälz retourne en Allemagne et 8 ans plus tard, pendant l'été 1913, il meurt d'une cardiopathie.

## Postérité
Bälz est un collectionneur d'art très actif et la majorité des œuvres japonaises qu'il possédait se trouvent aujourd'hui au musée Linden de Stuttgart. Une statue en pierre de l'université Eberhard Karl de Tübingen rappelle ses contributions dans la médecine au Japon. En 1961, un jumelage est établi entre les villes de Kusatsu au Japon et Bietigheim-Bissingen en Allemagne.
Après sa mort, son journal personnel Das Leben eines deutschen Arztes im erwachenden Japan (1931, tr. Le journal d'un docteur allemand au Japon éveillé) fut publié, fournissant ainsi de précieuses informations sur le Japon de l'ère Meiji.
En 1883, alors qu'il séjourne à l'hôtel Fujiya de l'Onsen Miyanoshita à Hakone, Bälz remarque que les mains de la femme de chambre sont gercées. Il lui concocte une mixture en mélangeant de la glycérine et de l'eau, un mélange qui est aujourd'hui commercialisé au Japon sous l'appellation Bälz Water (Eau de Bälz). Il est également listé dans la pharmacopée japonaise.
Durant son séjour au Japon, Bälz devient amateur de judo et on lui attribue l'introduction de ce sport en Allemagne.